# Poodle Hat
Poodle Hat est le onzième album du parodiste "Weird Al" Yankovic sorti en 2003

## Liste des pistes
1. Couch Potato
2. Hardware Store
3. Trash Day
4. Party at the Leper Colony
5. Angry White Boy Polka
6. Wanna B Ur Lovr
7. A Complicate Song
8. Why Does This Always Happen to Me?
9. Ode to a Superhero
10. Bob
11. eBay
12. Genius in France